# Dipinti di Catharina van Hemessen
La tabella seguente è una lista non esaustiva delle opere pittoriche eseguite dall'artista fiamminga di epoca rinascimentale Catharina van Hemessen. Solo tredici opere firmate sono sopravvissute: sono nove ritratti e quattro dipinti religiosi.
| Immagine | Titolo                                 | Data      | Numero d'inventario | Ubicazione                                                             |
| -------- | -------------------------------------- | --------- | ------------------- | ---------------------------------------------------------------------- |
|          | Cristo incontra la Veronica            | 1541-1560 |                     | Verzameling Boeykens, Nieuwerkerken, Provincia delle Fiandre Orientali |
|          | Autoritratto alla spinetta             | 1548      | WRM 654             | Wallraf-Richartz Museum, Colonia                                       |
|          | Autoritratto                           | 1548      |                     | Michaelis Collectie, Kaapstad                                          |
|          | Autoritratto                           | 1548      | 1361                | Kunstmuseum Basel, Basilea                                             |
|          | Autoritratto                           | 1548      |                     | Ermitage, San Pietroburgo                                              |
|          | Ritratto di una donna                  | 1548      | SK-A-4256           | Rijksmuseum, Amsterdam                                                 |
|          | Ritratto di una donna di trent'anni    | 1549      | 4157                | Museo reale delle belle arti del Belgio, Bruxelles                     |
|          | Ritratto di un uomo                    | 1549      | 4156                | Museo reale delle belle arti del Belgio, Bruxelles                     |
|          | Ritratto di una donna di trentuno anni | 1550      |                     | Collezione privata, Europa                                             |
|          | Ritratto di una donna                  | 1551      | B.M.147             | Bowes Museum, castello Barnard                                         |
|          | Ritratto di una donna con il cane      | 1551      | NG 4732             | National Gallery, Londra                                               |
|          | Predella per il Tendilla Retablo       | 1550-1560 | 1953.219            | Cincinnati Art Museum, Cincinnati                                      |
|          | Ritratto di una donna                  | 1550-1560 | 269                 | Fitzwilliam Museum, Cambridge                                          |
|          | Ritratto di un uomo                    | 1552      | NG1042              | National Gallery, Londra                                               |
|          | Ritratto di un bambino (attribuito)    | 1559      |                     | Collezione privata                                                     |
|          | Ritratto di una donna                  | 1560, ca. | 1951.397            | Baltimore Museum of Art, Baltimora                                     |